# Aigueblanche
Aigueblanche korábbi község (település) Franciaországban, Savoie megyében. 2019. január 1-jén Le Bois és Saint-Oyen községgel egyesült és Grand-Aigueblanche új község része lett.
Lakosainak száma 3213 fő (2018. január 1.). Aigueblanche Les Avanchers-Valmorel, Le Bois, Hautecour, Moûtiers, La Léchère, Saint-Oyen, Salins-Fontaine, Aime és La Léchère községekkel határos.

## Népesség
A település népességének változása:
| Lakosok száma | 3065 | 3155 | 3292 | 3235 | 3213 |
|               | 2013 | 2015 | 2016 | 2017 | 2018 |